# 마치다군의 세계
마치다군의 세계(町田くんの世界 마치다쿤노세카이[*])은 일본의 만화가 안도 유키의 만화 작품이다. 별책 마가렛 (슈에이샤) 2015년 4월호부터 2018년 5월호까지 연재되었다. 제19회 문화청 미디어 예술제에서 만화 부문 신인상을 수상하였으며, 제20회 데즈카 오사무 문화상에서는 신생상을 수상하였다.
2019년 영화화되어 공개되었다.